# 柳亚子纪念馆
柳亚子纪念馆（英語：Liu Yazi Memorial Hall）是一个位于江苏苏州市的纪念馆。

## 历史
1987年5月28日值此柳亚子百年诞辰之际建成开馆，位于江苏苏州市吴江区黎里镇中心街75号，毗邻苏州徐悲鸿艺术馆，馆名由屈武和廖承志题写。
原建筑属于清朝乾隆年间直隶总督周元理，名曰“赐福堂”，建于清代，1899年柳亚子家人以3,000大洋典租其第四五两进，1927年四一二事件柳亚子被通缉后曾藏在卧室边的复壁里躲过搜查，后化身为渔民，坐了三天三夜小船逃去上海，居住在上海法租界拉斐德路（现复兴中路），再也没有回来居住。

## 营业时间
- 周二至周日：上午九点至下午五点
- 周一闭馆